# Monanthochloe littoralis
Monanthochloe littoralis är en gräsart som beskrevs av Georg George Engelmann. Monanthochloe littoralis ingår i släktet Monanthochloe och familjen gräs. Inga underarter finns listade i Catalogue of Life.